# Saint-Angeau
Saint-Angeau is een plaats en voormalige gemeente in het Franse departement Charente in de regio Nouvelle-Aquitaine en telt 647 inwoners (1999). De plaats maakt deel uit van het arrondissement Confolens.

## Geschiedenis
Op 1 januari 2018 fuseerde de gemeente met Saint-Amant-de-Bonnieure en Sainte-Colombe tot de commune nouvelle Val-de-Bonnieure.

## Geografie
De oppervlakte van Saint-Angeau bedraagt 10,9 km², de bevolkingsdichtheid is 59,4 inwoners per km².
De onderstaande kaart toont de ligging van Saint-Angeau met de belangrijkste infrastructuur en aangrenzende gemeenten.

## Demografie
Onderstaande figuur toont het verloop van het inwonertal.